# Цивільний прапор
Цивільний прапор — це версія національного прапора, який вивішують цивільні особи на неурядових об’єктах або суднах. Використання цивільних прапорів було більш поширеним у минулому для позначення будівель або кораблів без військового екіпажу. 
У деяких країнах цивільний прапор ідентичний державному, але без герба , як, наприклад, у випадку з прапорами Перу,  Сербії  та Іспанії . В інших – це переробка військового прапора.
У Скандинавії державні та військові прапори можуть являти собою подвійний та потрійний варіанти прапора Північного хреста . Багато країн, особливо ті, що мають британську спадщину, все ще мають характерні цивільні прапори (технічно цивільні прапори ) для використання на морі, багато з яких базуються на червоному прапорі .

## Подальше читання
- Britannica Concise Encyclopedia. Chicago: Encyclopaedia Britannica, Inc. 2008. Flags of the World. ISBN 978-1-59339-492-9.